# The Oregon Encyclopedia
Oregon Encyclopedia of History and Culture（オレゴン州歴史文化百科事典）は、特にアメリカ合衆国オレゴン州の歴史および文化に関する事物を扱っている百科事典である。本百科事典の制作は、ポートランド州立大学およびオレゴン州英語教員評議会との提携のもと、オレゴン州歴史協会のプロジェクトとして進められており、オレゴン・カルチュラル・トラストのパートナーであるオレゴン州文化遺産会議とウィラメット大学、オレゴン州立図書館からの支援を受けている。
プロジェクトの立ち上げは、オレゴンが合衆国の州となってから149回目の記念日にあたる2008年2月14日に発表された。最初はオンライン百科事典として開始し、最終的に本として出版する計画も明らかにされた。発表当時は3,000項目の収載が目標として掲げられ、2022年時点でおよそ1,800項目超の記事が公開されている。制作に必要な予算として、ディベロップメント・ディレクター（当時）のシェリー・マニングが示した見積もり額はおよそ100万ドルから200万ドルであった。これに対し、発表の数日前には17万5千ドル以上の資金が集まり、さらに50万ドルが集まる見込みであった。
3人の主筆の1人でポートランド州立大学歴史学教授（プロジェクト結成当時）のビル・ラングは、オレゴン州史のオンライン百科事典を「遠い未来まで見据えて」制作することが目標の一つだと述べた。また、Oregon Encyclopediaは、伝統的な百科事典と同様、ファクト・チェックが行われた内容を収録し、「まだ、誰も知らないような事物」も含むことになるとした。ラングは、Oregon Encyclopediaとウィキペディアを対比し、ウィキペディアの場合はファクト・チェックが行われていないとの見方を暗にほのめかした。Oregon Encyclopediaの記事は、「すべての項目が外部のレビュー、ファクト・チェック、校正の対象となる」ことが明記されている。